# Košarkarska zveza Slovenije
Košarkarska zveza Slovenije (kratica KZS) je krovna športna organizacija na področju košarke v Sloveniji. Organizira tekmovanja v različnih domačih košarkarskih ligah in pokalih ter slovenske košarkarske reprezentance. 
Trenutni predsednik zveze je Matej Erjavec, njen generalni sekretar pa Rašo Nesterović.

## Lige
- 1. moška slovenska košarkarska liga - Liga Nova KBM
- 2. moška slovenska košarkarska liga
- 3. moška slovenska košarkarska liga
- 4. moška slovenska košarkarska liga
- 1. ženska slovenska košarkarska liga

## Pokalna tekmovanja
- Pokal Spar
- Pokal članic

## Predsedniki
- Tine Benedičič (1950—1961)
- Stane Dolanc (1961—1967)
- Peter Breznik (1967—1978)
- Miran Potrč (1978—1980)
- Miloš Mitič (1980—1983)
- Marko Sok (1983—1993)
- Mirjan Bevc (1993—1995)
- Vladimir Brolih (1995—1996 kot v.d.)
- Dušan Šešok (1996—2010)
- Roman Volčič (2010—2014)
- Matej Erjavec (2014−danes)

## Generalni sekretarji
- Iztok Rems (1995—2014)
- Rašo Nesterović (2014−danes)